# Wilsoniella blindioides
Wilsoniella blindioides är en bladmossart som beskrevs av George Osborne King Sainsbury 1952. Wilsoniella blindioides ingår i släktet Wilsoniella och familjen Ditrichaceae. Inga underarter finns listade i Catalogue of Life.